# The Poof Point
The Poof Point (titulada El punto Poof en Hispanoamérica y Pero, ¿de qué van mis padres? en España) es una Película Original de Disney Channel transmitida por primera vez en EE. UU. el 14 de septiembre de 2001, por Disney Channel. Está basada en la novela para niños The Poof Point, de Ellen Weiss y Mel Friedman. Fue dirigida por Neal Israel y protagonizada por Tahj Mowry, Raquel Lee y Dawnn Lewis.

## Reparto
- Tahj Mowry - Edison Newton "Eddie" Ballard
- Raquel Lee - Marie Curie Ballard
- Mark Curry - Norton Ballard
- Dawnn Lewis - Marigold Ballard
- Jan Felt - Corky
- Haley McCormick - Lizzie
- Karl Wilson - Sr. Paul
- Laura Summer - Voz de la computadora
- Ryan Seaman - Guitarrista de la banda de la película

- Datos: Q3926966